# Kila landskommun, Värmland
Kila landskommun var en tidigare kommun i Värmlands län.

## Administrativ historik
Kommunen inrättades i Kila socken i Näs härad i Värmland när 1862 års kommunalförordningar trädde i kraft den 1 januari 1863.
Vid kommunreformen 1952 uppgick den i Gillberga landskommun som 1971 uppgick i Säffle kommun.

## Politik

### Mandatfördelning i Kila landskommun 1946
| 9 | 11 |

| 19 |